# Дзульо
Дзу̀льо (на италиански: Zuglio; на фриулски: Zui, Дзуй) е село и община в Северна Италия, провинция Удине, автономен регион Фриули-Венеция Джулия. Разположено е на 429 m надморска височина. Населението на общината е 607 души (към 2010 г.).